# Tiza Mafira
Tiza Mafira (...) è un'attivista indonesiana che si occupa di problemi ambientali. Ha avviato la politica dei sacchetti di plastica a pagamento applicata nei supermercati di tutta l'Indonesia e il "Movimento per la dieta dei sacchetti di plastica indonesiani" in collaborazione con varie organizzazioni per aumentare la consapevolezza sui danni dei sacchetti di plastica monouso. Mafira ha ricevuto l'Ocean Heroes Award dal Programma delle Nazioni Unite per l'ambiente.

## Istruzione
Mafira ha conseguito una laurea in giurisprudenza presso l'Università dell'Indonesia, dove si è laureata in diritto internazionale. Successivamente, ha conseguito un master in giurisprudenza presso l'Università di Harvard, specializzandosi in diritto societario, cambiamento climatico, mercato delle quote di C02.

## Carriera
Mafira ha lavorato come avvocato aziendale per sei anni presso lo studio legale Makarim & Taira S., in risorse naturali e diritto forestale, prima di passare alla politica ambientale.
È entrata a far parte della Climate Policy Initiative nel 2014 come direttrice associata, con sede in Indonesia È anche la direttrice esecutiva della campagna indonesiana per la dieta dei sacchetti di plastica. Mafira è docente ospite presso la Pelita Harapan University in commercio, ambiente e cambiamenti climatici.
Mafira è diventata una delle cinque figure di attivisti ambientali di cinque paesi (Indonesia, India, Regno Unito, Thailandia e Stati Uniti) che hanno ricevuto il premio Ocean Heroes dal Programma delle Nazioni Unite per l'ambiente l'8 giugno 2018.

## Attivismo
Preoccupata per il crescente uso di plastica, Mafira ha avviato la campagna Indonesia Plastic Bag Diet nell'ottobre 2010. Questa campagna ha invitato il pubblico a iniziare a ridurre l'uso di sacchetti di plastica, portando le proprie borse della spesa o riutilizzando i sacchetti di plastica. La campagna è avvenuta in collaborazione con un rivenditore in sei grandi città, e ha ridotto 8.233.930 buste di plastica e ha raccolto fondi volontari dai consumatori pari a117 milioni di rupie per attività di pulizia della città dai sacchetti di plastica a Bogor, yogyakarta, Surabaya e Bali.
Mafira ritiene che siano necessarie politiche per promuovere cambiamenti di stile di vita su larga scala per quanto riguarda l'uso dei sacchetti di plastica.
All'inizio del 2013, Mafira, insieme a organizzazioni che hanno attivato questioni relative ai sacchetti di plastica come Change.org, Ciliwung Institute, Earth Hour Indonesia, Greeneration Indonesia, Leaf Plus, Indorelawan, Si Dalang, The Body Shop, e diversi rappresentanti individuali hanno avviato un movimento nazionale congiunto chiamato il movimento per la dieta dei sacchetti di plastica dell'Indonesia (Gerakan Indonesia Diet Kantong Plastik, o GIDKP). L'obiettivo della collaborazione è aumentare la partecipazione del popolo indonesiano a livello individuale e istituzionale e unificare l'impatto dell'intera campagna. Nello stesso anno, Mafira ha creato una petizione "Pay for Plastic Bag" chiedendo a commercianti e rivenditori di smettere di distribuire sacchetti di plastica gratuiti, firmata da 70.000 persone.
Il processo contro la politica dei sacchetti di plastica a pagamento è entrato in vigore il 21 febbraio 2016 in 23 città dell'Indonesia. Di conseguenza, c'è stata una diminuzione dell'80% nell'uso di sacchetti di plastica. Tuttavia, il processo non durò a lungo, poiché molte parti non erano d'accordo con l'attuazione della politica. Alcuni rivenditori hanno espresso la preoccupazione che i clienti se ne sarebbero andati se non fossero stati forniti i bagagli gratuiti. Inoltre, i produttori di plastica temevano che i divieti sulla plastica monouso avrebbero portato a perdite di posti di lavoro e altri impatti economici; Mafira afferma che una domanda di materiali riutilizzabili potrebbe aiutare a sostenere l'economia attraverso l'artigianato locale. Sebbene molti non siano d'accordo con questa applicazione, il governo indonesiano sostiene la politica sull'uso dei sacchetti di plastica.
Mafira guida anche la campagna Plastic Bag Robbery, in cui i volontari organizzati avvicinano le persone per strada e si offrono di scambiare i loro sacchetti di plastica con quelli riutilizzabili, con l'interazione che offre l'opportunità di sensibilizzare ed educare il pubblico.